# Liste des évêques et archevêques de Brindisi-Ostuni
Liste des évêques d'Ostuni, des évêques de Brindisi puis des évêques et archevêques de Brindisi-Ostuni.

## Évêques d'Ostuni
- Deodato (mentionné en 1059)
- Datto (mentionné en 1071)
- Mansoldo (mentionné en 1082)
- Antonio Gionata (1099 - 1101)
- Roberto I (1120 - 1137)
- Giovanni Mammuni (1140 - 1160)
- Pietro (1163 - 1170)
- Maroldo (1182 - 1185)
- Ursileone (1188 - 1208)
- Anonyme (mentionné en 1215)
- Rainaldo (mentionné en 1217)
- Taddeo (1220 - 1225)
- Pietro di Sebastiano (1236 - 1267)
- Anonyme (1269 - 1270)
  - Siège vacant (1272-1274)
- Roberto II (1275 - 1297)
- Nicola (1306 - 1310)
- Filippo (1320 - 1329)
- Egidio de Altrachia, O.P (1329 - 1336)
- Francesco Cavalerio (1337 - 1361)
- Pietro Calice, O.P (1362 - 1370) nommé archevêque de Ragusa di Dalmazia
- Ugo de Scuria, O.F.M (1370 - 1374)
- Bartolomeo Mezzavacca (1374 - 1378) nommé évêque de Rieti
- Gabriele (1378 - 1380)
  - Nicola de Severola, O.F.M (1380 - ) (antiévêque)
- Giovanni Piccolpasso (1380 - 1383)
- Giovanni de Andria (1383 - 1412)
- Antonio Paluci, O.F.M (1413 - 1423)
- Giovanni de Pede (1423 - 1437) nommé évêque de Zante e Cefalonia
- Nicola de Arpono (1437 - 1470)
- Bartolomeo Antonio de Salmen (1470 - 1474)
- Francesco Spallucci (1478 - 1484)
- Carlo de Gualandi (1484 - 1498)
- Francesco de Rizzardis (1499 - 1504)
  - Siège vacant (1504-1509)
- Corrado Caracciolo (1509 - 1516)
- Giovanni Antonio de Rogeriis (1517 - 1530)
- Pietro Bovio (1530 - 1557)
- Giovanni Carlo Bovio (1557 - 1564) nommé archevêque de Brindisi et Oria
- Vincenzo Cornelio (1564 - 1578)
- Giulio Cesare Carafa (1578 - 1603)
- Giovanni Domenico d'Ettore (1604 - 1605)
- Vincenzo Meligne (1606 - 1639)
- Fabio Magnesio (1640 - 1659)
- Carlo Personè (1660 - 1678)
- Benedetto Milazzi (1679 - 1706)
- Bisanzio Fili (1707 - 1720)
- Conone Luchini dal Verme (1720 - 1747)
- Francesco Antonio Scoppa (1747 - 1782)
  - Siège vacant (1782-1792)
- Giovan Battista Brancaccio (1792 - 1794)
  - Siège vacant (1794-1818)
  - Siège supprimé (1818-1821)
  - Siège en administration perpétuel aux archevêques de Brindisi (1821-1986)

## Évêques de Brindisi
- Marco ? (mentionné en 325)
- Saint Leucio (IVe – Ve siècle)
- Leone ? (Ve siècle)
- Sabino ? (Ve siècle)
- Eusebio ? (Ve siècle)
- Dionisio (Ve siècle)
- Giuliano (VIe siècle)
- Proculo (VIIe siècle)
- Saint Pelin (VIIe siècle)
- Ciprio (VIIe siècle)
- Prezioso (VIIe siècle)

## Évêques et archevêques de Brindisi avec siège à Oria
- Magelpoto (VIIIe siècle)
- Paolo (IXe siècle)
- Teodosio (865 - 895)
- Andrea (977 - 979)
- Gregorio Ier (987 - 996)
- Giovanni (996 - 1033)
- Leonardo (documenté en 1043/1044)
- Eustasio (1051 - 1071)
- Gregorio II (1074 - 1080)

## Archevêques de Brindisi avec siège à Oria
- Godino O.S.B (1085 - 1100)
- Baldovino (1100 - 1100)
- Nicola (1101 - 1105)
- Guglielmo Ier (1105 - 1118)
- Bailardo (1118/1122 - 1144)
- Lupo (1144 - 1172)
- Guglielmo II (1173 - 1179)
- Pietro di Bisignano (1182 - 1196)
- Gerardo (1196 - 1212)
- Pellegrino Ier (1216 - 1222)
  - Giovanni di Traetto (1224)
- Giovanni di San Liberatore, O.S.B (1225 - 1226)
- Pietro Paparone (1231 - 1248)
- Pellegrino II (1254 - 1286)
- Adenolfo (1288 - 1295), nommé archevêque de Conza
- Andrea Pandone (1296 - 1304), nommé archevêque de Capoue
  - Rodolfo (1304 - 1305) (administrateur apostolique)
- Bartolomeo (1306 - 1319)
- Bertrando (1319 - 1333)
- Guglielmo Isnardi, O.F.M (1333 - 1344), nommé archevêque de Benevento
- Guglielmo de Rosières, O.S.B (1344 - 1346), nommé évêque du Mont Cassin
- Galhard de Carceribus (1346 - 1348)
- Giovanni della Porta (1348 - 1353), nommé archevêque de Capoue
- Pietro Gisio, O.P (1352 - 1378)
  - Gorello (1379 - 1382) (antiévêque)
- Marino del Giudice (1379 - 1380), nommé archevêque de Taranto
- Riccardo de Rogeriis (1382 - 1409)
- Vittore (1409 - 1411)
- Paolo Romano (1411 - 1412)
- Pandullo, O.S.B (1412 - 1414)
- Aragonio Malaspina (1415 - 1418), nommé archevêque d'Otrante
- Paolo Romano (1418 - 1423)
- Pietro Gattula (1423 - 1437)
- Pietro Sambiasi, O.P (1437 - 1452)
- Goffredo Caruso (1453 - 1471)
  - Siège vacant (1471-1477)
- Francesco de Arenis (1477 - 1483)
- Roberto Piscicelli (1484 - 1513)
- Domingo Idiocáiz (1513 - 1518)
- Gian Pietro Carafa (1518 - 1524)
- Girolamo Aleandro (1524 - 1541)
- Francesco Aleandro (1541 - 1560)
- Giovanni Carlo Bovio (1564 - 1570)
- Bernardino Figueroa (1571 - 1586)
  - Siège vacant (1586-1591)

## Archevêques de Brindisi
- Andrés de Ayardis (1591 - 1595)
- Juan Pedrosa, O.S.B (1598 - 1604)
- Giovanni Falces, O.S.H (1605 - 1636)
- Francesco Sorgente, C.R (1638 - 1640) nommé archevêque de Conversano-Monopoli
- Dionisio O'Driscol, O.F.M.Obs (1640 - 1650)
- Lorenzo Raynos (1652 - 1656)
  - Diego de Prado, O. de M (1656 - 1658)
- Francesco de Estrada (1659 - 1671)
- Alfonso Álvarez Barba Ossorio, O.C.D (1673 - 1676) nommé archevêque de Salerno
- Emanuele Torres (1677 - 1679)
- Giovanni de Torrecilla y Cardenas (1681 - 1688)
- Francisco Ramírez, O.P (1689 - 1697) nommé évêque d'Agrigento
- Agostino Arellano, O.S.A (1698 - 1699)
- Barnaba de Castro, O.S.A (1700 - 1707)
  - Siège vacant (1707-1715)
- Pablo VilanaPerlas (1715 - 1723) nommé archevêque de Salerno
- Andrea Maddalena, C.R.M (1724 - 1743)
- Antonino Sersale (1743 - 1750) nommé archevêque de Taranto
- Giovanni Angelo Ciocchi del Monte (1751 - 1759)
- Domenico Rovegno (1759 - 1763)
- Giuseppe de Rossi (1764 - 1778)
- Battista Rivellini (1778 - 1795)
  - Siège vacant (1795-1798)
- Annibale de Leo (1798 - 1814)
  - Siège vacant (1814-1818)
- Antonio Barretta, C.R (1818 - 1819)
- Giuseppe Maria Tedeschi, O.P (1819 - 1825)
- Pietro Consiglio (1826 - 1839)
- Diego Planeta (1841 - 1849) nommé archevêque titulaire de Damiette (de)
- Giuseppe Rotondo (1850 - 1855) nommé archevêque de Taranto
- Raffaele Ferrigno (1856 - 1875)
- Luigi Maria Aguilar, B (1875 - 1892)
- Salvatore Palmieri (1893 - 1905)
- Luigi Morando (1906 - 1909)
- Tommaso Valerio Valeri (it), O.F.M (1910 - 1942) nommé archevêque titulaire d'Hiérapolis-en-Syrie
- Francesco de Filippis (1942 - 1953) nommé archevêque titulaire de Gangra (de)
- Nicola Margiotta (1953 - 1975)
- Settimio Todisco (1975 - 1986) nommé archevêque de Brindisi-Ostuni

## Archevêques de Brindisi-Ostuni
- Settimio Todisco (1986 - 2000)
- Rocco Talucci (2000 - 2012)
- Domenico Caliandro (2012 - 2022)
- Giovanni Intini (it) (depuis 2022)